# Precinct de Goreville no 2
Le precinct de Goreville N° 2 est un precinct électoral du comté de Johnson dans l'Illinois, aux États-Unis. En 2010, ce precinct comptait une population de 1 500 habitants.